# SS Carnatic
«Карна́тик» (англ. RMS Carnatic) — британский пассажирский пароход, построенный в 1862 году на верфях фирмы Samuda Brothers в Лондоне для «Peninsular and Oriental Steam Navigation Company». В последние годы работал по маршруту Суэц-Мумбай в 1862—1869, пока не был открыт Суэцкий канал.

## История

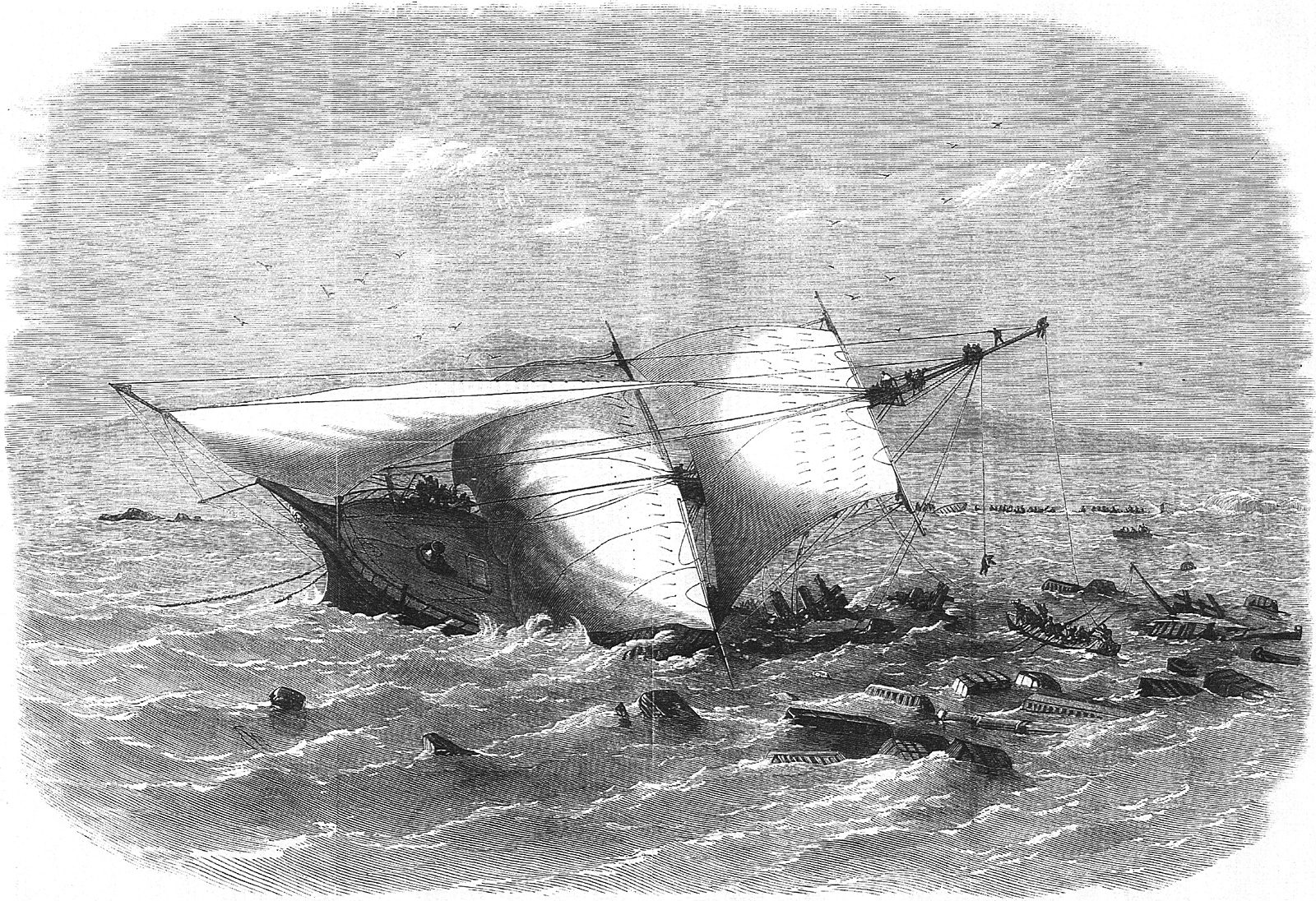
Крушение «Карнатика»

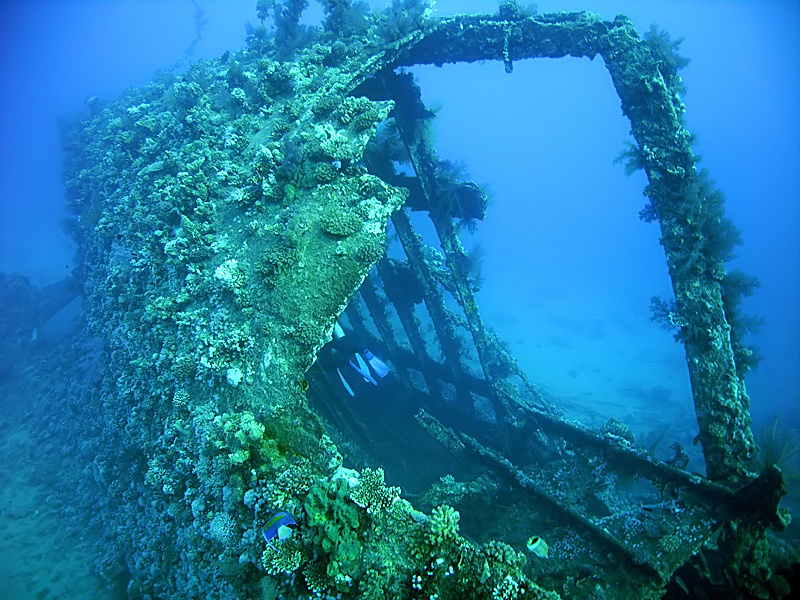
«Карнатик» на дне

### Крушение
12 сентября 1869 года «Карнатик» сел на мель на коралловом рифе Шааб Абу Нуас вблизи острова Шадван в Красном море. Оценив судно на безопасность и проверив насосы, капитан Джонс отказал просьбам пассажиров покинуть судно, и заверил их, что судно безопасно и что лайнер «Суматра» должен пройти мимо и спасти их. На борту было тихо и спокойно, пока в конце концов вода не достигла котлов, и судно осталось без света и энергии. В 11:00 следующим утром, после 34 часов нахождения на рифе, капитан Джонс отдал приказ оставить судно, и первые 4 пассажира заняли свои места в одной из спасательных лодок, когда внезапно «Карнатик» разломился пополам. В результате крушения утонул 31 человек. Оставшиеся в живых добрались до необитаемого египетского острова Шадван в Красном море, где они были спасены на следующий день проходящим мимо судном «Суматра». За время эксплуатации судна, им управляли 13 человек, все опытные капитаны, включая капитана Джонса.

### Наши дни
В настоящий момент останки «Карнатика» лежат на дне Красного моря, где являются популярной целью погружения дайверов.

## Груз
На борту «Карнатика» находилось 40 000 £ золотом (1 000 000 £ в наши дни), медь и серебро, поэтому спасательная операция началась уже через две недели после крушения. Всё золото было поднято на поверхность, но до сих пор ходят слухи, что не все сокровища обнаружены.

## Упоминания в культуре
В романе Жюля Верна «Вокруг света за восемьдесят дней» (1872 год) Филеас Фогг собирался путешествовать на пароходе «Карнатик» из Гонконга в Иокогаму, но опаздывает на него. Однако его камердинер Паспарту успевает задержать корабль.